# 베를린 지하철 7호선
베를린 지하철 7호선(독일어: U-Bahn-Linie 7) 또는 U7은 베를린 지하철의 노선 중 하나로, 총 연장 31.8 km에 40개 역이 있다. U5, U6, U8, U9 노선과 함께 대형 규격(Großprofil) 노선에 속한다. 베를린 슈판다우와 루도를 잇는다.
U7 노선은 당초에는 메링담역과 그렌츠알레역을 잇는 U6 노선(C선 및 CII선)의 지선인 CI선이었다. 1966년부터 U6 노선과 U7 노선이 분리되었고 두 노선은 서로 분리되어 연장되었다. 현재 베를린에서 영업 거리, 역 개수가 가장 많은 노선이며 종점간 운행 시간은 약 56분이다. 전 구간 지하로 운영하며, 1984년부터 1987년 모스크바 지하철 칼루시스코 리시스카야 선 부분 개통 전까지는 세계에서 가장 긴 도시 철도 터널이기도 했다.

## 노선 색과 명칭

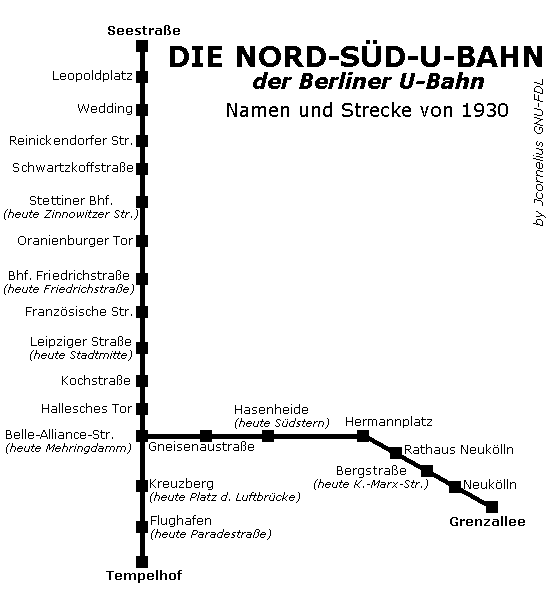
1930년 시점에서의 베를린 남북 도시철도 노선(Nord-Süd-Linie), 현재의 U6/U7

1966년 이전에는 오늘날의 U6 노선과 U7 노선이 분리되지 않았기 때문에 두 노선 모두 노선도상에서 보라색으로 표시되었다. U7 노선이 독립했을 때에는 H선이라는 이름을 사용할 계획이었다. U6과 U7이 분리된 시점에서는 노선 안내 체계가 숫자 기반으로 변경되었기 때문에 전체 노선을 7호선(Linie 7)이라는 이름으로 불렀고 노선도 상의 색상은 회색이었다. 노선도 상에서의 가시성을 향상시키기 위해서 1978년부터는 밝은 파란색(RAL 5012)으로 변경되었다. 1984년에는 베를린 S반 노선이 서베를린의 교통 체계에 편입되면서 S반과 U반 노선을 구분할 필요가 생겼다. 이 시기부터는 U7으로 불린다.

## 역사

### 남북 노선의 지선
베르너 폰 지멘스는 노벨슈트라세(Nobelstraße)를 따라서 철도 노선을 계획했다. 1901년 당시의 베를린은 프리드리히슈트라세를 따라서 남북으로 지하 철도 노선을 건설할 계획이 있었고, 시내 교통을 시에서 운영해야 한다고 생각했기 때문에, 지멘스의 남북 철도 노선 계획을 거부했다. 따라서 베를린은 자체적으로 도시 철도를 건설하기로 결정했다. 북쪽의 베딩과 남쪽의 템펠호프를 잇는 노선과 노이쾰른 방면 지선 건설을 계획했으나, 제1차 세계대전으로 인하여 공사가 지체되다가 한동안 중단되었다.
1919년이 되어서야 건설 공사가 재개되었고, 1921년 인플레이션의 영향을 받으면서 공사가 다시 중단되어 그 시점까지 건설된 터널도 일부는 다시 메워졌다. 1923년 1월 30일이 되어서야 공사를 다시 시작할 수 있었다. 인플레이션이 아직 끝나지 않은 상태에서 할레셰스 토어역과 슈테틴역(오늘날의 나투어쿤데무제움역) 사이 구간이 개통되었다. 같은 해 3월 8일에는 슈테틴역부터 제슈트라세역 사이 구간이 개통되었고, 제슈트라세역에는 차량 기지가 연결되었다.
분기역인 벨알리앙스슈트라세(Belle-Alliance-Straße, 오늘날의 메링담역)역은 1섬 1상대식 승강장으로 건설되었다. 서쪽의 상대식 상강장에서는 노이쾰른 방면 CI선 및 템펠호프 방면 CII선 열차가 모두 정차했다. 동쪽의 섬식 승강장에서는 테겔 방면 열차가 정차했고, 분기된 노선은 역 북쪽에서 다시 합쳐졌다. 1962년 역이 재건축될 때까지 이 구조가 유지되었다.
노이쾰른 방면의 분기 노선이 건축되면서 U7 노선의 역사가 시작되었다. 분기 노선은 그나이제나우슈트라세(Gneisenaustraße) 아래를 지나갔고 하젠하이데(Hasenheide) 및 카를마르크스슈트라세(Karl-Marx-Straße) 방면 연장이 예정되어 있었다.

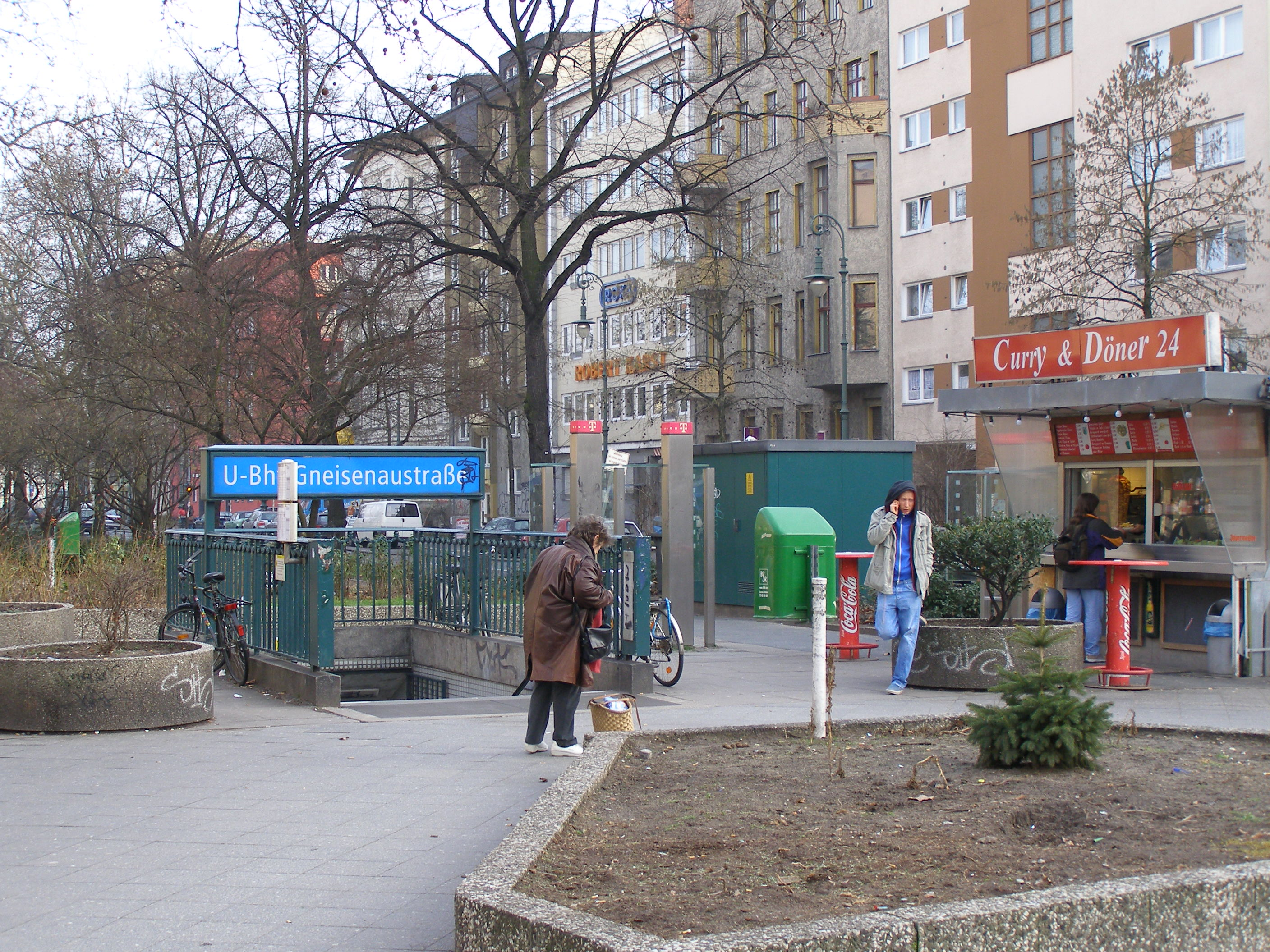
그나이제나우슈트라세역 출입구

본선상에 있는 할레셰스 토어역에서 시작하여 알프레드 그레난데르가 설계한 그나이제나우슈트라세역 구간이 최초로 건설된 U7 구간이다. 그나이제나우슈트라세역은 프로이센 왕국의 원수 아우구스트 나이트하르트 폰 그나이제나우의 이름을 따 왔다. 계획 단계에서의 역명은 간선 도로인 그나이제나우슈트라세 외에도 연선상의 소도로 이름도 고려되었다. 신규 건설된 구간은 756 m였다. 건설 시기까지 미쳤던 인플레이션의 여파 때문에 당시 베를린 시에서는 건설 구간을 짧게 쪼개어 단계적으로 개통해야만 했다. 메링담과 그나이제나우슈트라세의 교차점 아래에서는 곡선 반경 100 m에 30.3퍼밀(1:33) 경사가 있는 왼쪽으로 회전하는 구간이 있다. 이 곡선은 베를린 지하철 전체 노선에서 곡선 반경이 가장 작은 곳이기도 하다. 그나이제나우슈트라세역은 1924년 4월 19일에 영업을 시작했다. 하젠하이데역(오늘날의 쥐트슈테른역)은 하젠하이데 공원(Volkspark Hasenheide)에서 멀지 않은 곳에 있으며, 1924년 12월 14일에 영업을 시작했다. 역사 출입구는 승강장의 양쪽 끝에서 바로 연결되는 구조였으며, 이후에 승강장 중앙과 연결되는 대합실 건물이 건축되었다.
독일과 베를린의 재정 상태가 개선되면서 도시 철도 건설에 투입할 수 있는 예산도 증액되었다. 그 결과 1926년부터 1929년까지 신규 노선을 9곳에 건설할 수 있었으며, 남북 U반의 노이쾰른 지선도 건설이 빨라질 수 있었다.

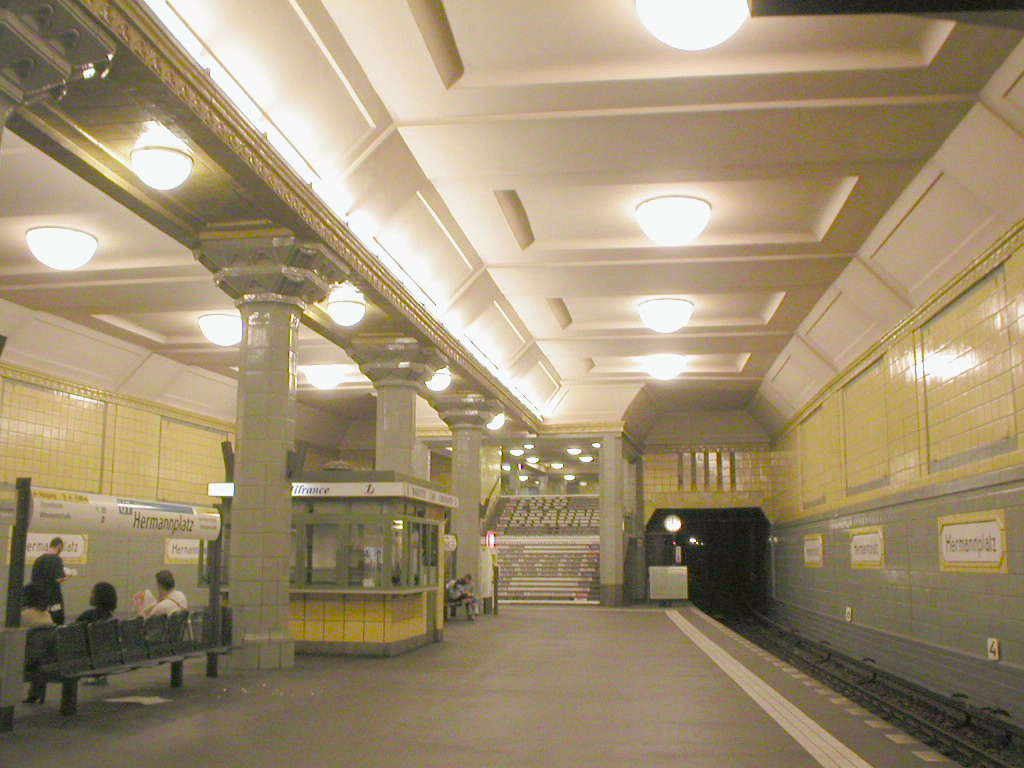
헤르만플라츠역

하젠하이데역과 헤르만 광장(Hermannplatz) 사이는 약 1 km 떨어져 있었다. 헤르만플라츠역은 베를린 최초로 지하에서 노선이 십자 교차하는 역으로 건설되었다. 남북 U반선 외에도 GN선(GN-Bahn)으로 알려져 있었던 U8 노선도 정차하는 환승역이기도 하다. U7 쪽이 더 먼저 건설되었기 때문에 U8 노선으로 향하는 통로는 건설 당시에는 막혀 있었다가 1927년 개통과 함께 환승 통로가 개통되었다. 이 환승 통로에는 베를린 지하철역 최초의 에스컬레이터가 설치되었다. 총 4개의 에스컬레이터가 설치되어 있으며, 두 곳은 폭 4.24 m, 나머지 두 곳은 폭 4.5 m이다. 지하역 건설에는 근처에 백화점 건물을 건설할 예정이었던 카르슈타트에서 자금을 출자했다. 1929년 백화점이 개업하면서 승강장과 바로 연결되는 통로가 개통되었다. 지하철역과 백화점의 지하 통로 연결은 알렉산더 광장 개축 시에도 영향을 주었으며, 여기에서는 승강장 직통이 아닌 중간층으로 연결되었다. 헤르만플라츠역에서는 노선이 남동쪽으로 더 진행하여 당시의 베르크슈트라세(Bergstraße, 오늘날의 카를마르크스슈트라세)까지 이어졌다. 당시 노이쾰른 구청사(Rathaus Neukölln) 앞에도 도시 철도역이 건설되었다. 이 역은 베를린 지하철에서 라트하우스라는 이름이 붙은 최초의 역이기도 하다.

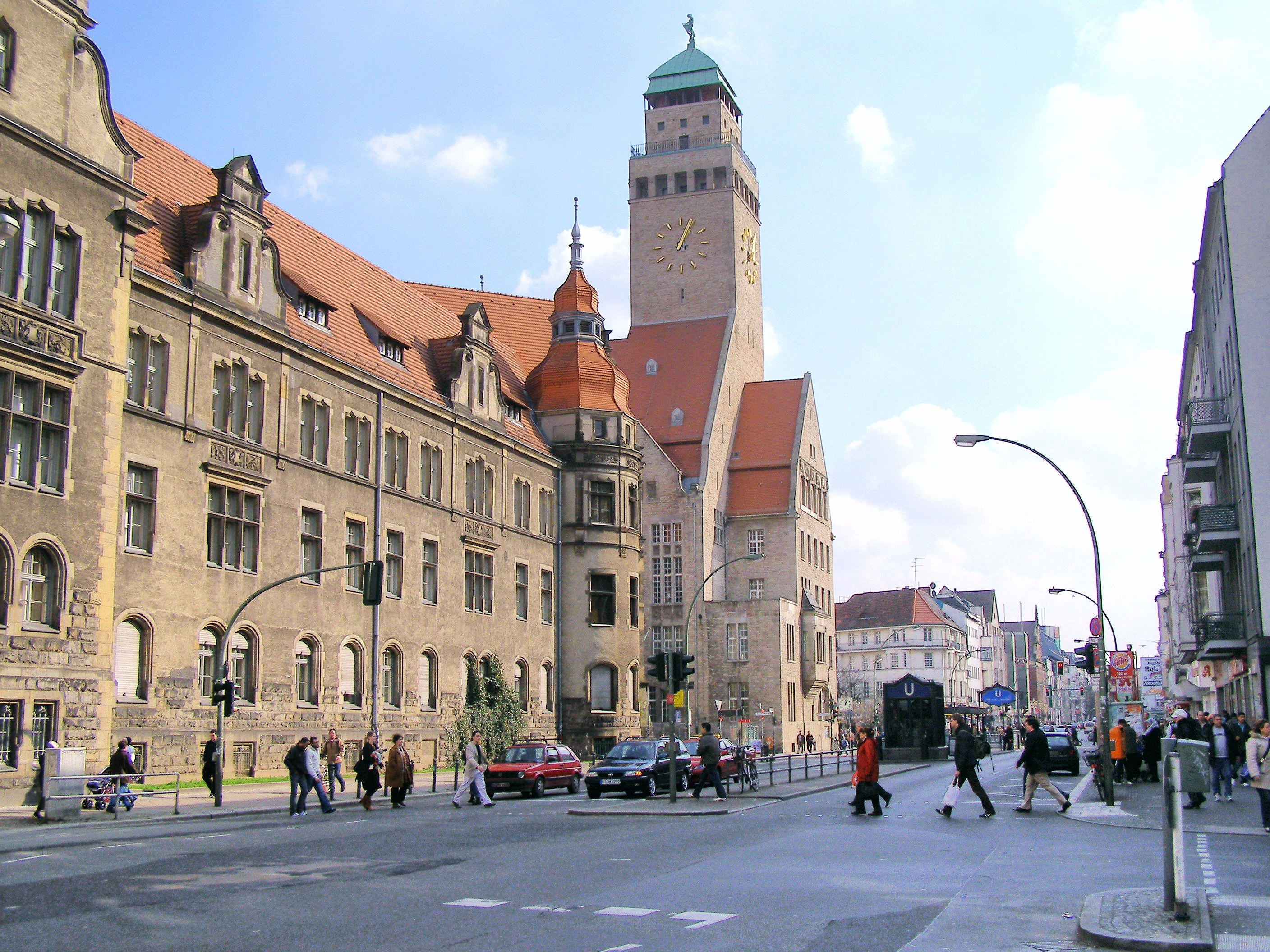
라트하우스 노이쾰른역과 왼쪽의 구청사

라트하우스 노이쾰른역과 베르크슈트라세역은 이 시기에 건설된 다른 도시 철도역사처럼 알프레드 그레난데르와 알프레트 페제(Alfred Fehse)가 공동으로 설계했다. 두 역의 내장재는 천장까지 이어지는 타일로 구성되어 있다. 라트하우스 노이쾰른역의 주 색상은 어두운 파란색이었으며, 연장 구간의 임시 종점이었던 베르크슈트라세역은 어두운 녹색이 주 색상이었다. 화려하게 건설된 헤르만플라츠역과 다르게 승강장과 출입구는 상대적으로 단순한 형태로 설계되었다. 하젠하이데-베르크슈트라세 구간은 1926년 4월 11일에 영업을 시작했다.
노이쾰른 방면 지선의 마지막 구간으로는 그렌츠알레역까지의 연장이 계획되었다. 총 연장 1.5 km, 연장 구간에는 베를린 S반과의 환승역과 종착역인 그렌츠알레역 두 곳의 역이 포함되어 있다.
1929년 1월 1일 설립된 베를린 교통회사(Berliner Verkehrs-Aktiengesellschaft)와 독일국영철도는 환승역이 될 노이쾰른역에 공동으로 대합실을 건설하기로 했다. 알프레드 그레난데르는 이 역을 설계할 때 작은 탑이 있는 벽돌을 외장으로 설계했다. 노이쾰른역의 도시 철도역사는 S반 승강장의 12 m 아래에 위치해 있으며, 레몬 노랑색을 주 색상으로 사용했다. 다른 GN선의 역과 비슷한 실용성을 중심으로 디자인했다.
종착역이었던 그렌츠알레역은 바로 앞의 노이쾰른역과 비슷한 건축 양식을 녹색으로 건설했다. 역이 있는 도로의 이름은 당시의 릭스도르프와 브리츠 사이의 경계에서 따 온 것이다. 역 건설 당시에는 근처에 차량 기지를 건설할 계획이 있었기 때문에 BVG의 건설 부서에서는 브리츠 연결운하 북쪽으로 올라오는 4선 규모의 터널을 건설해 두었다. 차량 기지는 건설되지 않았지만 터널 진입부는 폐쇄되지 않았다.
프랑크푸르터 알레를 따라가는 새로운 도시 철도 노선(E선, 이후 U5)의 개통식과 같은 날인 1930년 12월 21일에 그렌츠알레 연장 구간이 영업을 개시했다. 베딩에 소재한 제슈트라세역에서 시작하여 도심을 통과한 다음 노이쾰른의 그렌츠알레역으로 가는 열차와 템펠호프역으로 가는 열차가 운행되었다.

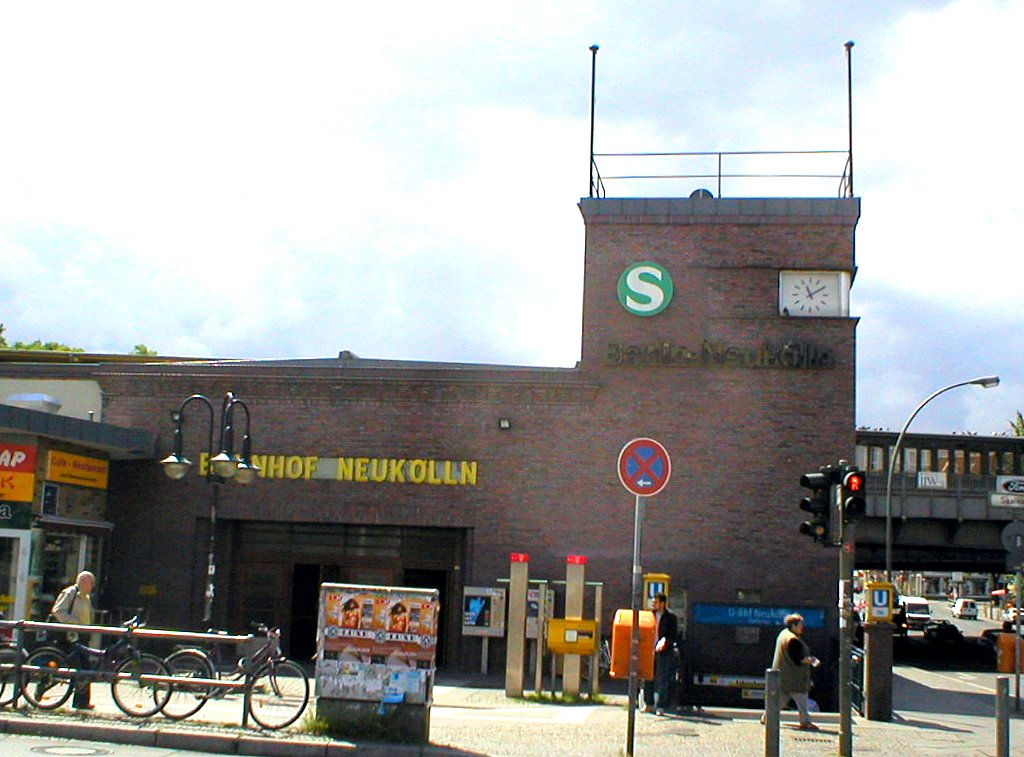
알프레드 그레난데르가 설계한 노이쾰른역 대합실

신규 도시 철도 노선의 특징은 터널과 열차의 폭이었다. 당시에는 경쟁 관계였던 호흐반게젤샤프트에서 운영하는 노선과는 다르게 폭이 더 넓은 터널로 건설되었다. 향후 이 규격은 그로스프로필(Großprofil)로 불리게 된다. 궤간은 표준궤로 동일했지만 열차의 전폭은 2.65 m(클라인프로필 2.3 m)로 더 넓었다. 베를린 시에서 처음부터 직영으로 운영한 노선이었기 때문에 더 넓은 열차를 사용하여 수용량을 증대시킬 의도가 있었다. 그 대신 승강장 길이는 상당히 짧은 80 m로 건설되었고(당시 차량의 전장은 13 m) 1950년대와 1990년대에 승강장 길이가 연장되었다.
비용상의 이유로 승강장은 화려함보다는 단순함을 위주로 건설되었다. 건축 예산이 풍족하지 않았기 때문에 차량에 투입할 돈이 부족해졌다. 1922년 호흐반게젤샤프트와 계약을 맺어서 해당 노선의 운영권과 보유 차량을 신규 노선에도 사용하기로 했다. 그 결과 한동안 소형 차량을 대형 노선에서 운영해야만 했다.

### 루도 방면 연장

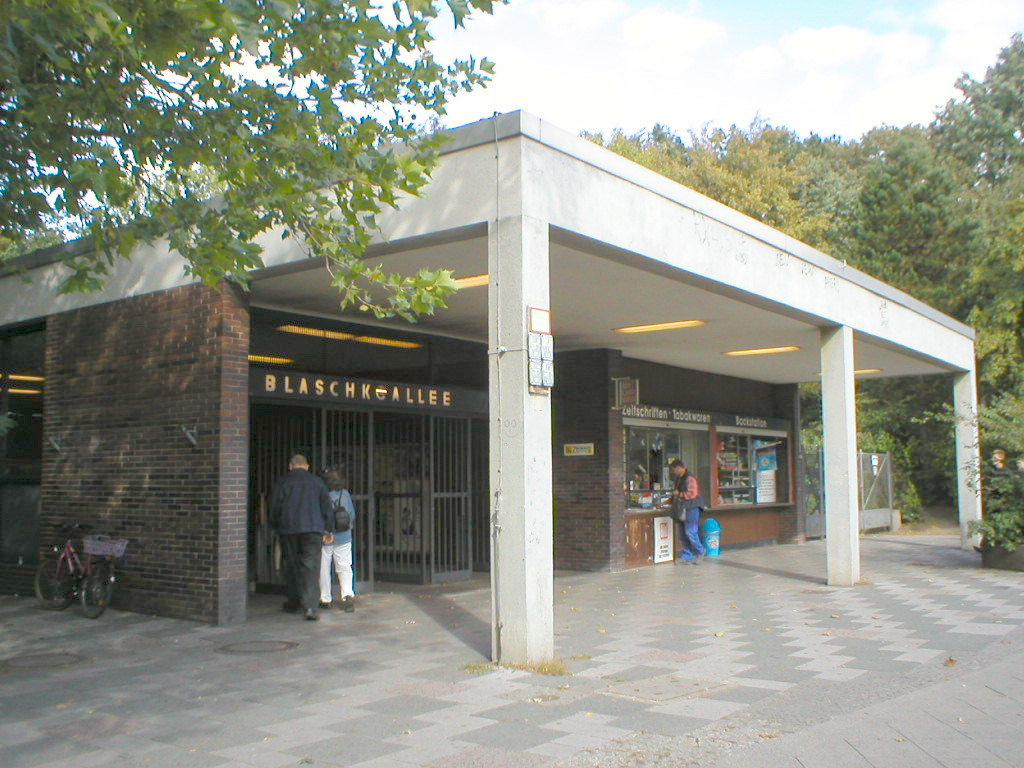
1963년에 개업한 블라슈코알레역

제2차 세계대전 당시 베를린이 연합군에 의해서 폭격당하면서, 전후 독일에서는 신규 주택 단지를 계획했다. 서베를린 남부에 브리츠 및 브리츠-부코-루도(Britz-Buckow-Rudow, BBR) 주택단지가 건설되었다(오늘날의 그로피우스슈타트). 대규모 주택 단지를 건설하면서 서베를린의 도심으로 향한 철도 연결이 같이 고려되었다. 이 과정에서 CI선이 선택되었고, 향후 독립된 노선으로 운영할 계획도 수립되었다. 당시의 종착역에서 남쪽으로 6.2 km 노선이 추가로 건설되었다. 신규 건설된 구간은 그렌츠알레-브리츠쥐트(1963년), 브리츠쥐트-츠비카우어 담(1970년), 츠비카우어 담-루도(1972년)이다. 1959년 11월 2일 당시 종착역인 그렌츠알레역 인근에서 연장 구간 기공식이 열렸다. 계획 단계에서 연장 노선을 제방 혹은 지상으로 건설하려는 안도 있었으나, BVG와 도시 계획 부서에서는 주택 단지를 양분할 수 있기 때문에 지하로의 건설을 고집했다.
연장 노선은 부슈크루크알레(Buschkrugallee)를 따라 가며 텔토 운하를 통과하며, 프리츠로이터알레(Fritz-Reuter-Allee) 근처에서 방향을 전환하여 브리츠쥐트역까지 직진한다. 노선 연장 과정에서 추가로 차량을 더 도입해야 했기 때문에 브리츠쥐트역에는 새로운 차량 기지가 건설되었다. 노선 건설은 브리츠-부코-루도 주택 단지 건설과 동시에 진행되었기 때문에 도로 건설 이전에 지하로 도시 철도를 먼저 건설할 수 있었다. 역사 건설 시에도 출입구를 건설할 때 별도의 중간층을 두지 않고 바로 노면으로 향하게 할 수 있었다. 그 결과 건설에 지장을 준 최대 난관은 텔토 운하였다.

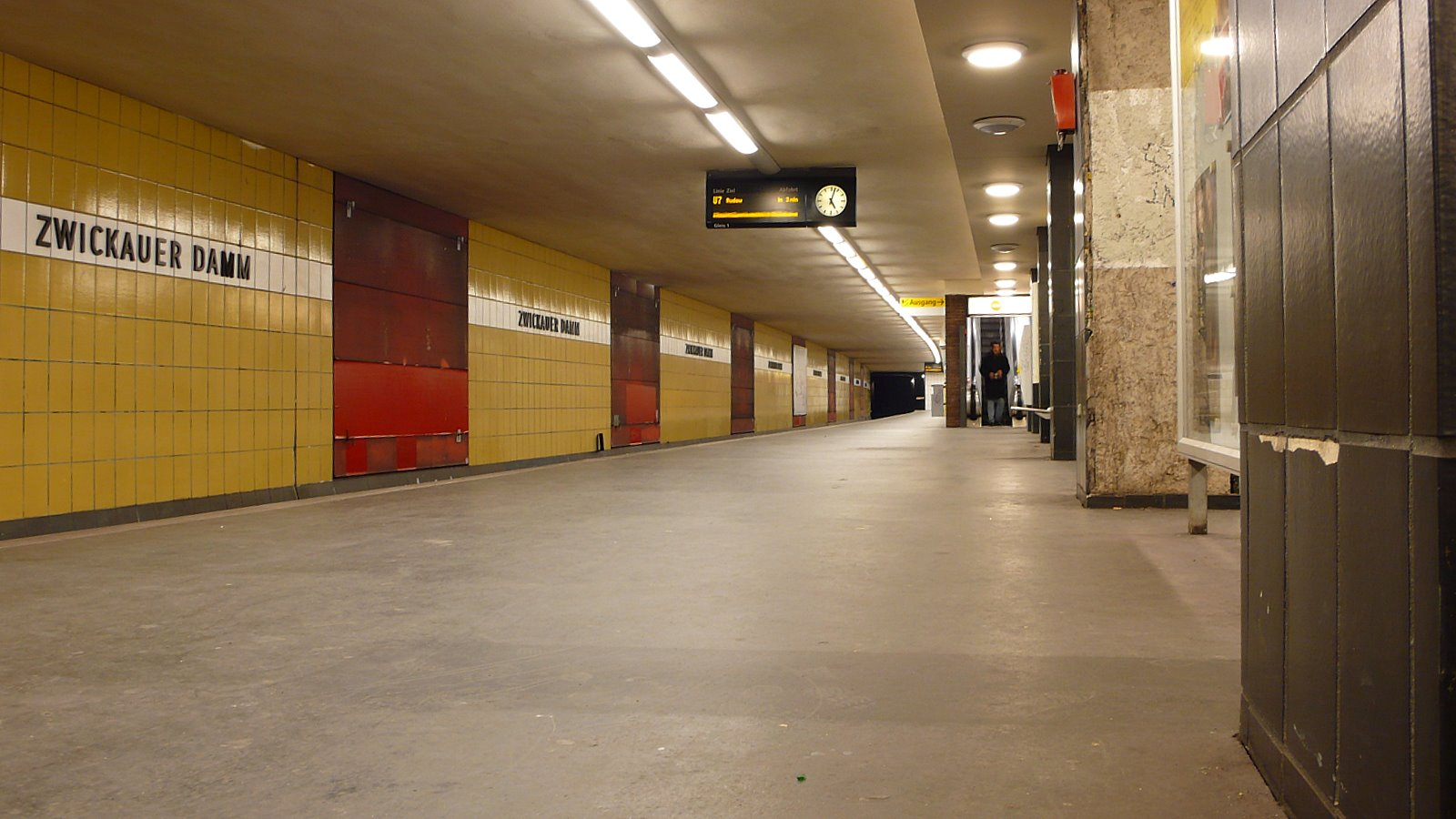
츠비카우어 담역

브루노 그리메크(Bruno Grimmek)가 도시 철도 설계를 그만두었기 때문에 브리츠쥐트역 설계는 베르너 뒤트만(Werner Düttmann)이 담당했다. 그의 설계는 주로 작은 구성 요소와 직각으로 이루어져 있다. 요하니스탈러 쇼세역 이남은 라이너 륌러(Rainer G. Rümmler)가 설계했다. 이전 스타일은 대형 타일로 복귀했으며, 과거의 베를린 도시 철도 역사보다는 어둡게 설계했다. 라이너 륌러는 이후 건설된 서베를린의 도시 철도역 및 1998년까지 전체 베를린의 도시 철도역을 설계했다.

### 새로운 7호선
메링담역은 원래는 CI선과 CII선의 분기역으로 건설되었다. 1950년대에 제정된 도시 철도 건축 표준안에서는 분기역 건설을 가급적 삼가는 것을 권했고, 이 역도 개축을 고려하기 시작했다. 한편 베를린이 분단되면서 CI선과 CII선의 승객들이 할레셰스 토어역에서 서쪽 방향 노선으로 환승하기 시작했고, 이에 따라서 역의 환승객 수도 증가했다. 네트워크 효과를 증가시키기 위해서 메링담역 구조를 변경하고 루도 방면 지선에서 뫼케른브뤼케역까지를 독립된 H선으로 분할 후 연장하기로 결정했다. 1962년 공사를 시작하여 1966년 2월 22일에 일부 구간이 완공되었다. 이때 변경된 메링담역의 쌍섬식 승강장 구조는 지금까지 유지되고 있다. 한 쪽 섬식 승강장에서는 북쪽, 다른 쪽 섬식 승강장에서는 남쪽으로 가는 열차가 출발하며 같은 방향으로 가는 열차는 평면 환승이 가능하다.

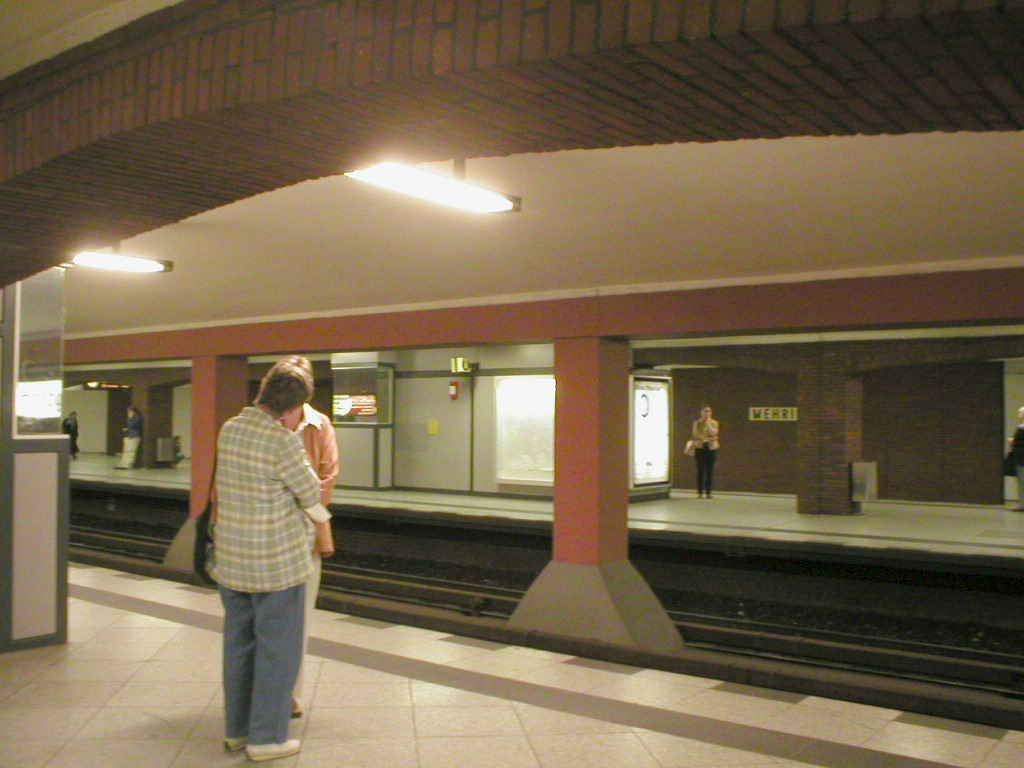
개축 이후 메링담역

뫼케른브뤼케역과 메링담역 사이가 개통된 1966년 2월 28일에는 노선 명칭을 숫자로 사용하기로 변경했기 때문에 계획된 이름이었던 H선은 안내에 사용되지 않았고 단순히 7호선(Linie 7)으로만 불렸다. 동시에 노선 번호가 개략적인 개통 순서를 반영하도록 변경되었다. 리하르트바그너플라츠역 셔틀 노선이 U7 연장으로 인해서 영업을 중단하면서 5호선이라는 번호가 비게 되었고, 이 5호선은 동베를린에 전 구간 편입된 E선용으로 예약되었다. 1984년 서베를린 BVG가 S반 영업을 맡게 되면서 도시 철도 노선에는 U, S반 노선에는 S라는 명칭이 붙었다.

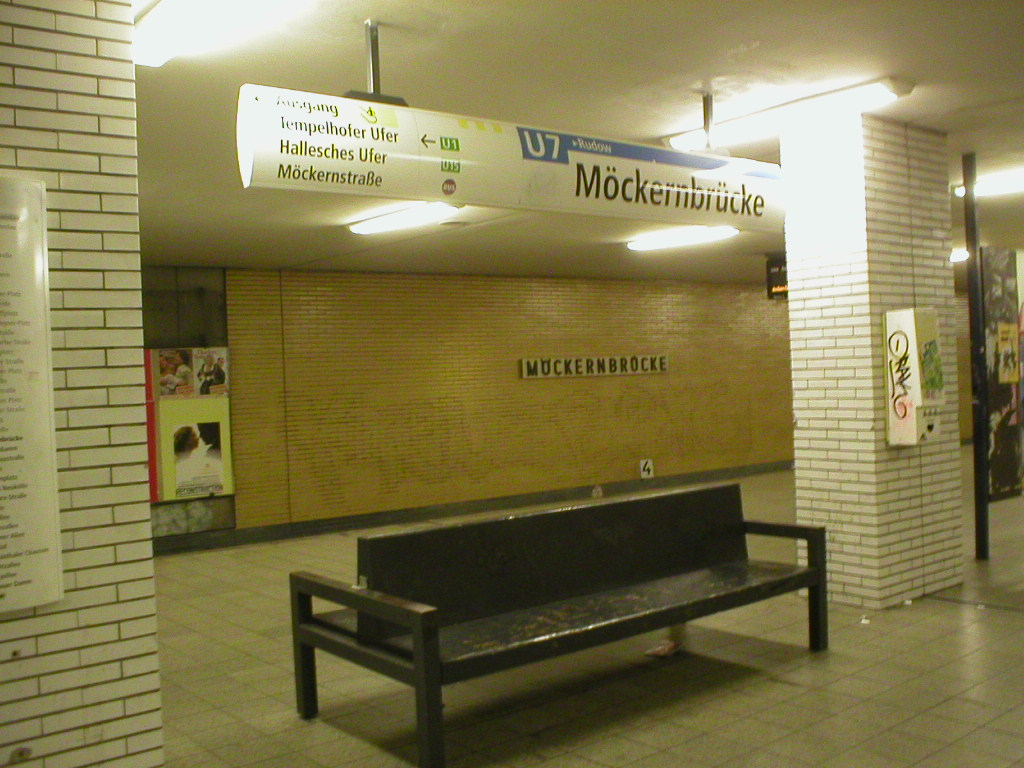
뫼케른브뤼케역

뫼케른브뤼케역은 란트베어 운하를 직접 통과하지 않고 운하 옆에 위치해 있다. 역사에는 철제 옹벽을 사용했다. 란트베어 운하의 다른 쪽에 건설된 U1 노선의 역과는 별도의 환승 통로로 연결된다. 이 과정에서 U1 노선의 역에도 에스컬레이터가 설치되었다. 7호선이라는 이름이 최초로 등장했을 때 베를린의 전체 도시 철도망은 총 연장 93 km, 역 개수 105곳이었다.

### 서베를린의 도시 철도 건설
서베를린 도시 철도 건설에는 대량의 보조금이 투입되었다. 1971년 1월 29일 기존에 계획으로 남아 있었던 도시 철도 연장 노선이 개통되었다. 7호선은 뫼케른브뤼케에서 페어벨리너 플라츠로 연장되었고, 9호선은 슈피헤른슈트라세에서 발터슈라이버플라츠로 연장되었다. 연장 구간 총 거리는 9 km, 역 개수는 11개이다. 두 노선 모두 1962년 7월 1일 착공식을 개최했다. 이 노선을 통해서 슈테글리츠와 노이쾰른 지역에서 버스 환승 없이 도심으로 바로 진입할 수 있게 되었다.

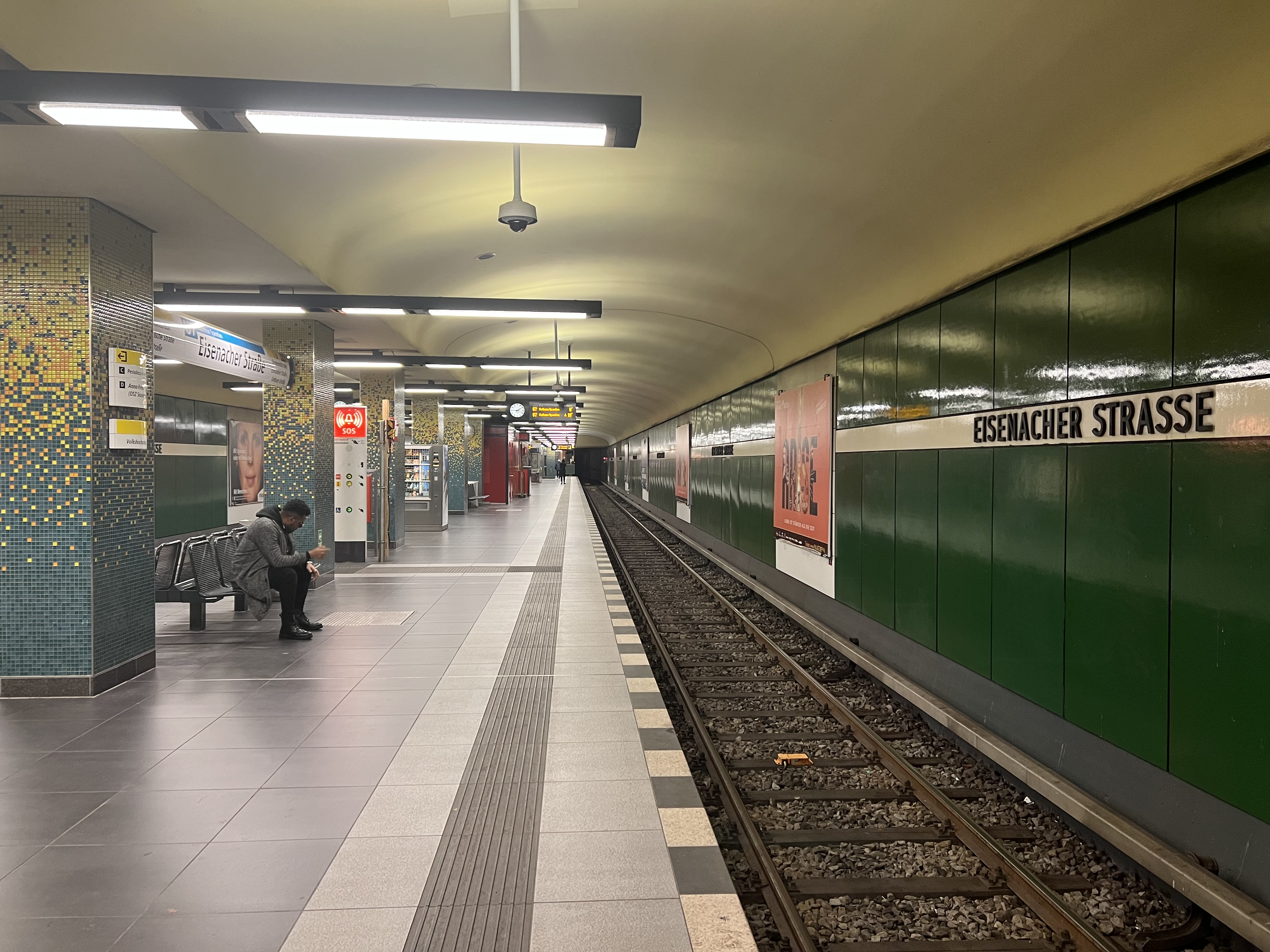
아이제나허 슈트라세역

U7 노선은 뫼케른브뤼케역 서쪽에서 방향을 전환해서 안할트 화물역을 통과하여 요르크슈트라세 (그로스괴르셴슈트라세)역과 만난다. 이 구간은 베를린 최초로 실드 터널 공법을 사용했다. 그 다음 역인 클라이스트파르크역에는 당시 서베를린 BVG의 본사가 위치해 있었다. 이 시기의 200 km 계획에는 U10 계획이 포함되어 있었고, 클라이스트파르크역은 7호선과 10호선의 환승역으로 계획되어서 10호선 승강장이 미리 시공되었다. 그러나 베를린 S반과 병행했기 때문에 S반 운영이 정상화된 이후에는 10호선 계획이 무기한 연기되었고, 10호선 승강장은 BVG의 업무용 공간으로 사용하게 되었다.
그 후 그루네발트슈트라세를 따라서 바이에리셔 플라츠역으로 진입한다. 당시 쇠네베르크 U반(오늘날의 U4) 노선은 미래의 노선 확장을 위한 선시공부가 마련되어 있었고, 7호선 연장 당시에 사용되었다. 클라인프로필 규격의 U4 역사와 마찬가지로 바이에른 주 문장에서 사용하는 하늘색과 흰색으로 역사가 설계되었다.

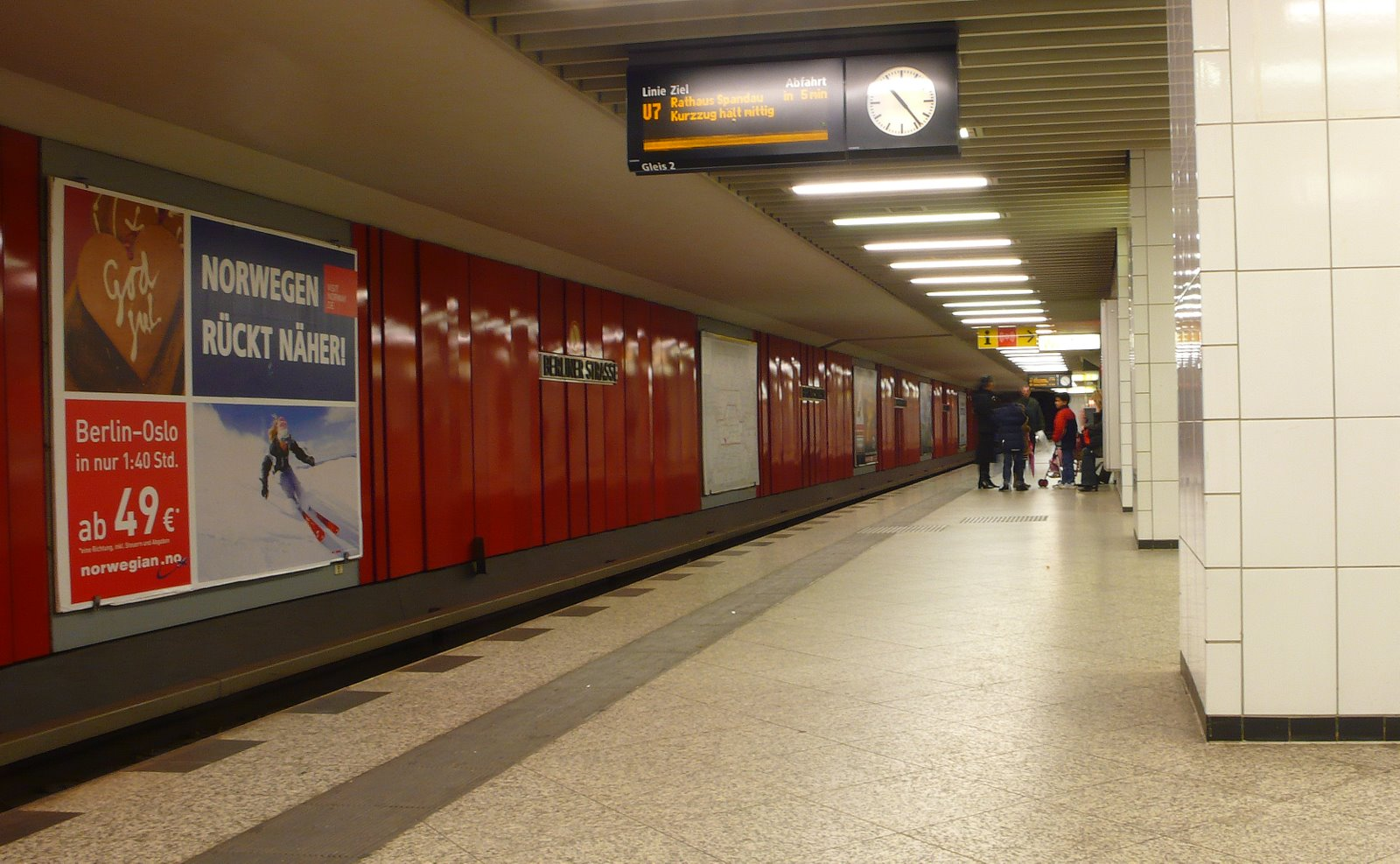
베를리너 슈트라세역(하부 U7 승강장)

다음 역인 베를리너 슈트라세역은 7호선과 9호선 두 노선이 십자로 교차하는 환승역으로 처음부터 건설되었다. U7이 정차하는 하부 승강장은 일반적인 섬식 승강장 역으로 건설되었으나, U9이 정차하는 상부 승강장은 섬식 승강장의 중간이 벽으로 가로막혀 있고 북쪽 끝에서만 연결되어 있다. 도시 철도 건설 당시에 지하 차도를 건설하면서 U9 승강장의 반쪽씩을 같이 건설했기 때문에 이러한 구조가 되었다. 완공 이후 접근성 개선을 위해서 엘리베이터를 설치할 때 동선 및 공간 확보에 문제가 되었다.
브란덴부르기셔 슈트라세를 따라서 이 구간의 종점이자 U3, U7의 환승역인 페어벨리너 플라츠역에 도달한다. 환승역을 건설하면서 호엔촐레른담과 브란덴부르기셔 슈트라세 양쪽에서 횡단 없이 진입할 수 있도록 두 노선 모두 새로운 출입구가 건설되었다.
뫼케른브뤼케-페어벨리너 플라츠 구간의 모든 역사는 라이너 륌러가 설계했다. 기존에 사용했던 대형 타일에서 벗어나서 아이제나허 슈트라세역에서 사용한 것과 같은 대형 철제 패널로 역사 내부를 마감했다. 베를리너 슈트라세역까지는 베를린의 문장에서 사용한 흰색과 빨간색을 사용했으며, 아이제나허 슈트라세역은 아이제나흐 근처 튀링겐숲의 녹색을 상징하는 녹색을 사용했다. 베를리너 슈트라세역, 블리세슈트라세역, 페어벨리너 플라츠역은 리모델링 공사로 일부 내장이 변경되었고, 원래 디자인에서 사용한 구성 요소가 변경되어 역이 좀 더 밝게 보이게 되었다.

### 슈판다우 연장

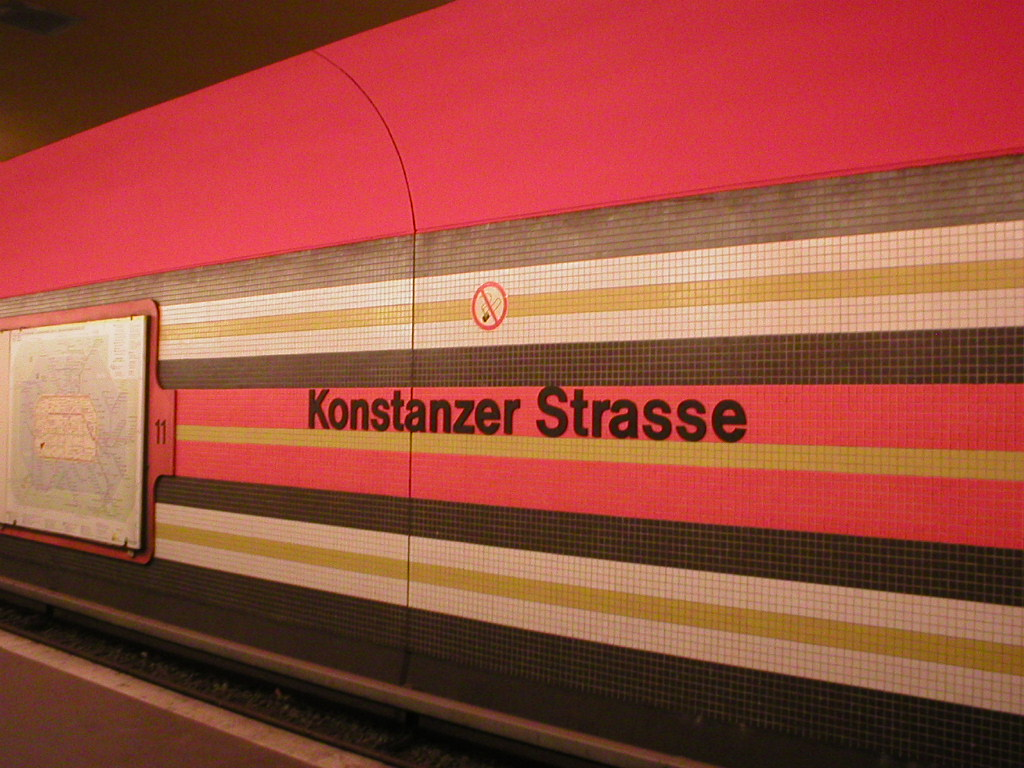
속도 테마를 상징하는 줄무늬

호흐반게젤샤프트 당시에도 슈판다우 방면 도시 철도 건설은 계획되어 있었다. 첫 단계는 오늘날의 U2 노선의 룰레벤 방면 연장이었다. 종창역인 룰레벤역은 슈판다우구와 샤를로텐부르크구의 경계면에 위치해 있다. 1967년까지는 노면 전차, 그 이후에는 버스를 통해서 슈판다우 지역으로의 교통량이 모이는 지점이기도 했다. 그 결과 전체 슈판다우의 교통량을 룰레벤역이 소화해야만 했다.
1960년대 말 예산 확보가 가능해지면서 슈판다우구 내부로 도시 철도 노선을 건설하기로 했다. 계획안에는 룰레벤역에서의 소형 규격 노선 연장, 대체안으로 울란트슈트라세역에서 시작하여 아데나워플라츠, 베를린 메세, 테오도어호이스플라츠를 경유한 노선 연장이 있었다. 또 다른 대체안에는 대형 규격 노선인 7호선을 미렌도르프플라츠, 융페른하이데, 노넨담알레 방면으로 연장하는 것이 있었다. 지멘스의 대규모 사업장이 있는 지멘스슈타트를 직접 통과하는 마지막 연장안이 선택되었다. 노선 연장의 첫 단계로 페어벨리너 플라츠역-리하르트바그너플라츠역 구간이 1969년에 착공했다.
브란덴부르기셔 슈트라세를 지나서 아데나워플라츠에서 쿠르퓌르스텐담을 교차한다. 아데나워플라츠역은 U1 노선이 울란트슈트라세역에서 연장되었을 때를 대비한 선시공부가 건설되어 있다. 그 후 오른쪽으로 틀어서 빌머스도르퍼 슈트라세로 넘어간 다음 도심선과 만나게 된다. 이 과정에서 빌머스도르퍼 슈트라세의 일부 구간은 보행자 공간으로 전환되었다. 이 시기에는 베를린 S반을 독일국영철도에서 운영하고 있었기 때문에 샤를로텐부르크역 환승보다는 빌머스도르퍼 슈트라세 접근성이 더 중요시되었다. S반 승강장은 2003년부터 2006년까지의 슈투트가르트 광장 리모델링 공사로 빌머스도르퍼 슈트라세역과 인접한 위치로 이설되었다.
비스마르크슈트라세에는 당시의 1호선과 환승역이 새로 건설되었다. 과거 소형 규격 노선의 터널 상태가 이미 악화되어 있었기 때문에 보수 공사가 필요하기도 했다. 당시에는 이러한 조건에서의 보수 공사 공법이 개발되지 않았기 때문에 역사와 노반을 전부 철거하고 철근 콘크리트로 재건축해야 했다. 비스마르크슈트라세 북쪽에서 U7 노선은 방향을 전환해서 빌머스도르퍼 슈트라세에서 리하르트바그너슈트라세로 전환한다. 이때 주택 23가구의 아래를 지나가기 때문에 실드 터널로 건설되었다. 건설 과정에서 과거 습지에 목재 골조를 쌓아 두었던 곳에서 지하수 수면이 하강하여 땅꺼짐 현상으로 인하여 일부 가옥을 철거해야 했다.
1970년까지 운행했던 도이체 오퍼-리하르트바그너플라츠간 셔틀 노선 5호선은 베를린 지하철 내에서 이용객 수가 가장 적었고 운행 구간도 가장 짧았다. U7 건설 과정에서 과거의 노선은 영업 운행을 중단했고, 과거 역사의 아래쪽에 새로운 역사가 건설되었다. 남아 있는 터널 구간은 소형 규격과 대형 규격 노선간 연결선으로 변경되었다.
페어벨리너 플라츠-리하르트바그너플라츠 구간은 1978년 4월 28일에 개통되었다. 샤를로텐부르크 구청의 도시 철도 노선 연결도 소형 규격 셔틀 노선에서 대형 규격 본선으로 개선되었다. 전 구간 역사는 라이너 륌러가 설계했으며, 역사마다 서로 다른 구조를 적용했다. 콘스탄처 슈트라세역의 검정색, 오렌지색, 빨간색, 노란색, 흰색 줄무늬는 콘스탄츠의 문장에서 영감을 얻었다. 빌머스도르퍼 슈트라세역은 작은 사각형 타일로 벽면을 마감했다. 벽면 디자인은 백합을 모델로 삼았으며, 이는 빌머스도르프구의 문장에서 영감을 얻었다.

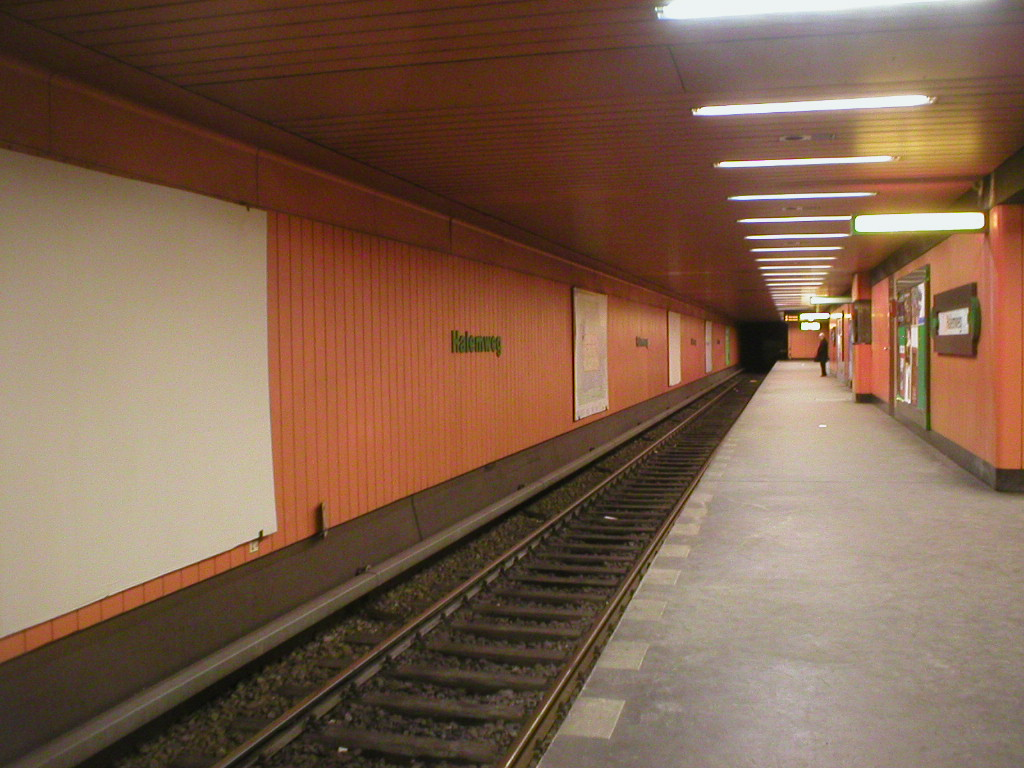
개축 이전 할렘베크역

슈판다우 방면 다음 연장 구간은 1973년에 착공했다. 리하르트바그너플라츠역에서 계속 북쪽으로 진행하여 죄머링슈트라세(Sömmeringstraße) 아래를 지난다. 미렌도르프플라츠역으로 진입하기 전에 슈프레강 아래를 통과하며, 터널은 케이슨식으로 건설되었다. 미렌도르프플라츠역 북쪽에서는 방향을 전환하여 기존에 있었던 융페른하이데역과 만난다. 융페른하이데역 승강장은 슐로스슈트라세역과 유사하게 복층형 섬식 승강장으로 건설되었다. 각 층의 한 쌍씩의 선로는 U5 노선의 레어테역, 투름슈트라세를 경유하여 베를린 테겔 공항 방면 연장에 대비한 선시공부이기도 하다. 베를린의 예산 사정과 테겔 공항 폐항으로 인하여 선시공부가 실제 노선 연장에 사용될 가능성은 거의 없어졌다. 2003년부터는 선시공부와 연장 터널을 화재 진압 훈련용으로 사용하고 있다.
융페른하이데역에서 북쪽으로는 베스트하펜 운하를 통과하여 야코프카이저플라츠역으로 진행한다. 아우토반 건설 당시에 이미 지하 승강장이 건설되어 있었으며, 노선이 연결되기 전까지는 지하 보도로 사용했다. 할렘베크 서쪽으로는 노넨담알레를 따라서 노선이 진행된다. 여기서부터는 노선을 지상으로 건설하자는 주장이 있었지만 베를린에서는 계속 지하 건설을 유지했다. 노넨담알레/로어담 교차 지점에서 연장 구간 2단계 노선이 끝나며 중간 종착역은 로어담역이다.
이전 구간과 마찬가지로 모든 역사의 설계는 라이너 륌러가 담당했다. 이 구간 역사는 기존보다 더 단순하게 설계되었다. 미렌도르프플라츠역은 빌머스도르퍼 슈트라세역과 유사한 타일식으로 역사 벽면을 마감했다. 야코프카이저플라츠역, 할렘베크역, 지멘스담역은 다양한 곳에서 보색을 사용하였다. 지멘스담역에는 팡크슈트라세역과 비슷하게 4,500명을 수용할 수 있는 방공호가 건설되었다. 로어담역은 근처에 있는 산업 시설에서 영감을 얻어서 톱니바퀴와 파이프를 주제로 역사 벽면을 마감했다. 천장을 별도로 마감하지 않아서 조명 설비용 전선 등이 직접 노출되어 있다.
리하르트바그너플라츠-로어담 간 4.6 km 구간은 1980년 10월 1일에 개통했다. 이 노선은 슈판다우구 내부로 진입하는 최초의 도시 철도 노선이다.
슈판다우구 내부에서의 노선 계획안은 여러 가지가 있었다. 하젤호르스트 중심가 방면 노선 계획안은 하펠강의 강폭이 가장 넓은 지점을 통과해야 한다는 단점이 있었다. 베를린 S반의 슈판다우 근교선을 교차하여 슈판다우 구청 남쪽으로 노선을 건설하는 계획안도 있었다. 이 안은 슈판다우 구시가를 도시 철도 노선과 접속시킬 수 없다는 단점이 있었다. 팔켄하게너 펠트 방면 U7 연장 계획에 이 계획안의 일부가 포함되었다. 최종적으로 결정된 안은 노넨담알레를 따라서 계속 연장하여 슈판다우 요새의 남쪽을 지나서 슈판다우 구시가와 구청을 연결하는 것이다. 팔켄하게너 펠트 방면 노선은 룰레벤발 소형 규격 노선의 장기 연장안으로 대체되었다.
이 구간 노선 건설 비용은 6억 8천만 마르크가 투입되었다. 하펠강을 지하로 통과하고, 노선이 지나는 지역 자체가 슈프레강의 과거 지류였기 때문에 지반에 습기가 많았기 때문이다. 건설 당시에는 총 5종류의 공법이 사용되었다. 베를린의 다른 구간에 사용된 공법 외에도 지하연속벽 공법이 최초로 시도되었다. 하펠강 통과 터널은 케이슨 구조물로 건설되었다. 슈판다우 구시가는 좁은 도로와 골목 때문에 실드 터널로 통과해야 했다. 라트하우스 슈판다우역은 천장을 먼저 시공하고 하부를 굴착하는 공법을 사용했다.

역사 설계는 계속해서 라이너 륌러가 담당했다. 이 구간에서는 시대상을 반영했다. 파울슈테른슈트라세역의 설계는 꽃밭에서 영감을 얻었다. 하젤호르스트역은 단순함을 위주로 설계했고 열차를 향한 조명 효과에 집중했다. 치타델레역은 슈판다우 요새와 유새한 벽돌 건축의 요소를 반영했다. 이 역은 슈프레강을 통과하기 위해서 두 선로가 모이는 부분에 설치되었기 때문에 상대식 승강장 두 곳이 건설되었다. 알트슈타트 슈판다우역은 브란덴부르크 변경백국을 상징하는 빨간색과 흰색을 주로 사용했다. 종착역인 라트하우스 슈판다우역은 넓은 기둥과 조명 효과로 공간감을 표현했다. 쌍섬식 승강장이 설치되어 있지만 U7은 내선 2선만을 사용하고, 외선 2선은 룰레벤에서의 U2 노선 연장을 대비한 선시공부이다. 또한 U7의 빌헬름슈타트, U2의 하켄펠데 방면 연장에 대한 대비가 되어 있다.
마지막 구간 4.9 km는 1984년 10월 1일에 개통했다. 당시 독일 총리 헬무트 콜이 개통식에 참석했다.
2017년 3월에는 1980년대 라이너 륌러가 설계한 역사인 지멘스담-라트하우스 슈판다우 구간의 역사가 기념물로 등재되었다.

### 역사 현대화

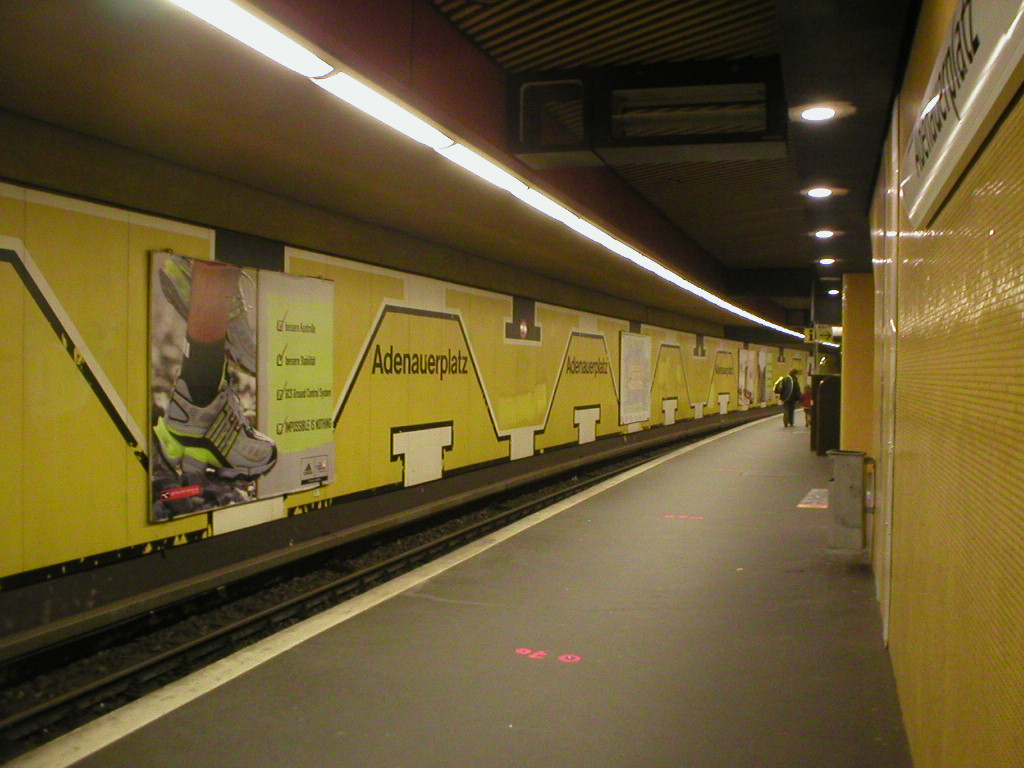
아데나워플라츠역 보수 공사 이전

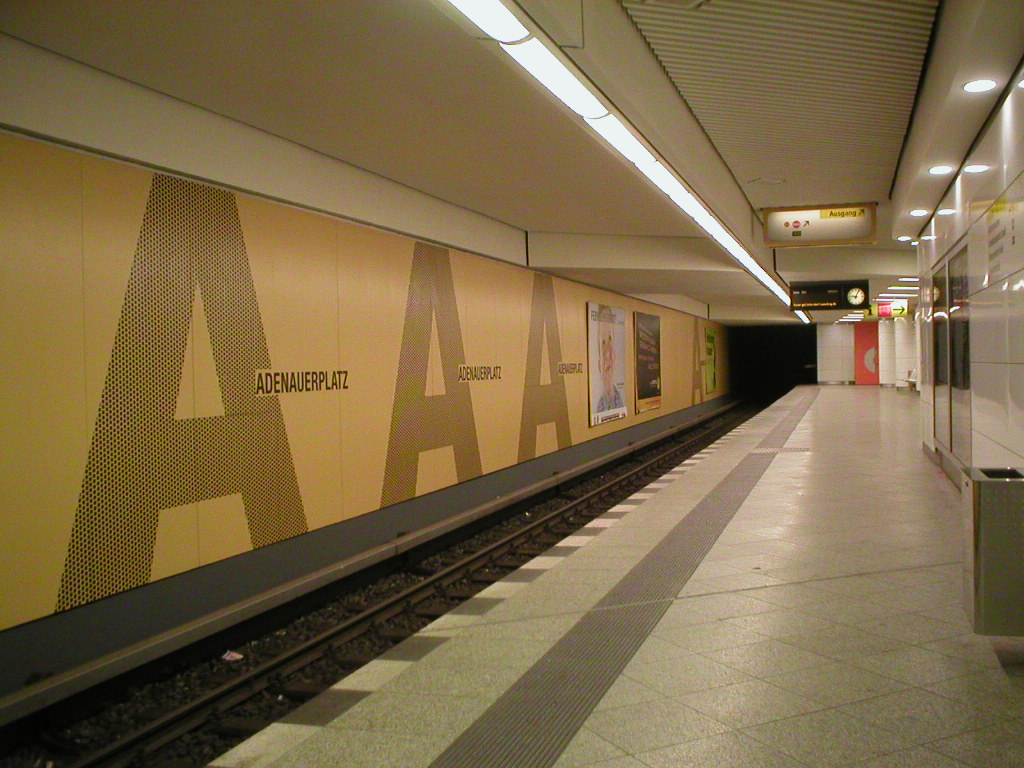
같은 역 보수 공사 이후

2000년대 이후에는 일부 역사가 현대화되었다. 아데나워플라츠역은 보수 공사 이전과 이후의 모습이 상당 부분 달라졌다. 1970년대 라이너 륌러가 역을 설계했을 당시에는 갈색, 검은색, 황토색, 회색 등 어두운 색으로 역을 설계했으나, 보수 공사를 하면서 흰색, 노란색 등 밝은 색으로 변경되었다. 역 보수 공사를 하면서 시범적으로 흰색 에나멜 패널로 내부 벽체를 마감하고, 바닥재로는 화강암을 사용하면서 점자 블록을 설치했다. 외벽 장식은 역 건설 당시의 주제이기도 했던 아데나워의 "A"를 더 직접적으로 드러내도록 변경되었다. 2005년 10월 보수 공사가 끝났다.
보수 공사는 북쪽에 있는 다른 역사로도 계속 진행되었다. 2006년에는 빌머스도르퍼 슈트라세역이 보수 공사를 진행했다. 아데나워플라츠역과 유사한 에나멜 내벽과 새로운 조명 시설이 설치되었고, 엘리베이터도 설치되었다. 접근성 확보를 위한 엘리베이터 설치는 계속 진행되었다. 평균적으로 1년에 역 5곳에 엘리베이터가 새로 설치되었다. U7 노선상의 역 중 엘리베이터가 가장 나중에 설치된 역은 요하니스탈러 쇼세역과 클라이스트파르크역이다.
2000년 도이체 오퍼역 화재 사고 이후로 BVG는 출입구가 한 쪽에만 설치된 역에 두 번째 출입구를 설치하기로 결정했다. 그 결과 2008년 여름에 콘스탄처 슈트라세역과 루도역에 두 번째 출입구가 설치되었다.
2013년 12월에는 그렌츠알레-루도 구간에 전자식 신호소가 설치되었다. 2017년 9월에는 메링담-뫼케른브뤼케 구간에 전자식 신호소가 설치되었다. 할레셰스 토어역 북쪽과 연결되며 U6 일부 구간도 공동 제어를 받는다.

## 운행
2003년부터 금요일/토요일 및 토요일/일요일 밤에 야간 열차가 운행한다. 운행 초기에는 야코프카이저플라츠-루도 간만을 운행했으나 2006년부터 전 구간을 운행한다.
| 노선 | 월-목 (출퇴근) (7:00–9:30, 14:30–18:30) | 월-목 (평시) (6:00–7:00, 9:30–14:30, 18:30–20:30) | 금 (출퇴근) (7:00–9:30, 14:30–18:00) | 금 (평시) (6:00–7:00, 9:30–14:30, 18:00–20:30) | 토 (10:00–20:30) | 일, 공휴일 (12:30–19:00) | 저수요 시간 (월–금 4:30–6:00, 월–토 20:30 이후, 일 19:00–1:00/토 5:30-10:00, 일 6:30–12:30) | 금/토, 토/일 야간 및 공휴일 전날 야간 (금/토 1:00–5:30, 토/일 1:00–6:30) |
| --- | --------------------------------------- | ------------------------------------------------- | ------------------------------------ | ---------------------------------------------- | ---------------- | ------------------------ | ------------------------------------------------------------------------------------------- | ------------------------------------------------------------------------ |
| 라트하우스 슈판다우 ↔ 루도 | 04분 0(방학 중 5분)                     | 05분                                              | 04분 0(방학 중 5분)                  | 05분                                           | 05분             | 05분                     | 010분                                                                                       | 015분                                                                    |
| 금요일/토요일, 토요일/일요일 밤(0:30-4:30)에는 U7 전 구간을 15분 간격으로 운행한다. 다른 날에는 심야 버스 N7이 U7 구간까지 운행한다. |                                         |                                                   |                                      |                                                |                  |                          |                                                                                             |                                                                          |

## 역 목록
| 코드명  | 역명 (한국어)         | 역명 (독일어)           | 접속 노선                         | 영업 거리 | 소재지                           | 소재지                      |
| ------- | --------------------- | ----------------------- | --------------------------------- | --------- | -------------------------------- | --------------------------- |
| RSp     | 라트하우스 슈판다우   | Rathaus Spandau         | Regionallinie · S3 · S9           |           | 슈판다우구                       | 슈판다우                    |
| AS      | 알트슈타트 슈판다우   | Altstadt Spandau        |                                   |           | 슈판다우구                       | 슈판다우                    |
| Zi      | 치타델레              | Zitadelle               |                                   |           | 슈판다우구                       | 하젤호르스트                |
| Hs      | 하젤호르스트          | Haselhorst              |                                   |           | 슈판다우구                       | 하젤호르스트                |
| P       | 파울슈테른슈트라세    | Paulsternstraße         |                                   |           | 슈판다우구                       | 하젤호르스트                |
| Rm      | 로어담                | Rohrdamm                |                                   |           | 슈판다우구                       | 지멘스슈타트                |
| Sie     | 지멘스담              | Siemensdamm             |                                   |           | 슈판다우구                       | 지멘스슈타트                |
| Hl      | 할렘베크              | Halemweg                |                                   |           | 샤를로텐부르크빌머스도르프구     | 샤를로텐부르크노르트        |
| JK      | 야코프카이저플라츠    | Jakob-Kaiser-Platz      |                                   |           | 샤를로텐부르크빌머스도르프구     | 샤를로텐부르크노르트        |
| Jho/Jhu | 융페른하이데          | Jungfernheide           | Regionallinie · S41 · S42         |           | 샤를로텐부르크빌머스도르프구     | 샤를로텐부르크노르트        |
| Mp      | 미렌도르프플라츠      | Mierendorffplatz        |                                   |           | 샤를로텐부르크빌머스도르프구     | 샤를로텐부르크              |
| Rw      | 리하르트바그너플라츠  | Richard-Wagner-Platz    |                                   |           | 샤를로텐부르크빌머스도르프구     | 샤를로텐부르크              |
| Bmu     | 비스마르크슈트라세    | Bismarckstraße          | U2                                |           | 샤를로텐부르크빌머스도르프구     | 샤를로텐부르크              |
| Wd      | 빌머스도르퍼 슈트라세 | Wilmersdorfer Straße    | Regionallinie · S3 · S5 · S7 · S9 |           | 샤를로텐부르크빌머스도르프구     | 샤를로텐부르크              |
| Ado     | 아데나워플라츠        | Adenauerplatz           |                                   |           | 샤를로텐부르크빌머스도르프구     | 샤를로텐부르크/빌머스도르프 |
| Kn      | 콘스탄처 슈트라세     | Konstanzer Straße       |                                   |           | 샤를로텐부르크빌머스도르프구     | 빌머스도르프                |
| Fpu     | 페어벨리너 플라츠     | Fehrbelliner Platz      | U3                                |           | 샤를로텐부르크빌머스도르프구     | 빌머스도르프                |
| Bli     | 블리세슈트라세        | Blissestraße            |                                   |           | 샤를로텐부르크빌머스도르프구     | 빌머스도르프                |
| Beu     | 베를리너 슈트라세     | Berliner Straße         | U9                                |           | 샤를로텐부르크빌머스도르프구     | 빌머스도르프                |
| Bpu     | 바이에리셔 플라츠     | Bayerischer Platz       | U4                                |           | 템펠호프쇠네베르크구             | 쇠네베르크                  |
| Ei      | 아이제나허 슈트라세   | Eisenacher Straße       |                                   |           | 템펠호프쇠네베르크구             | 쇠네베르크                  |
| Kt      | 클라이스트파르크      | Kleistpark              |                                   |           | 템펠호프쇠네베르크구             | 쇠네베르크                  |
| Y       | 요르크슈트라세        | Yorckstraße             | S1 · S2 · S25 · S26               |           | 템펠호프쇠네베르크구             | 쇠네베르크                  |
| Mu      | 뫼케른브뤼케          | Möckernbrücke           | U1 · U3                           |           | 프리드리히스하인크로이츠베르크구 | 크로이츠베르크              |
| Me      | 메링담                | Mehringdamm             | U6                                |           | 프리드리히스하인크로이츠베르크구 | 크로이츠베르크              |
| Gs      | 그나이제나우슈트라세  | Gneisenaustraße         |                                   |           | 프리드리히스하인크로이츠베르크구 | 크로이츠베르크              |
| Sü      | 쥐트슈테른            | Südstern                |                                   |           | 프리드리히스하인크로이츠베르크구 | 크로이츠베르크              |
| Hpu     | 헤르만플라츠          | Hermannplatz            | U8                                |           | 노이쾰른구                       | 노이쾰른                    |
| Rk      | 라트하우스 노이쾰른   | Rathaus Neukölln        |                                   |           | 노이쾰른구                       | 노이쾰른                    |
| KM      | 카를마르크스슈트라세  | Karl-Marx-Straße        |                                   |           | 노이쾰른구                       | 노이쾰른                    |
| Nk      | 노이쾰른              | Neukölln                | S41 · S42 · S45 · S46 · S47       |           | 노이쾰른구                       | 노이쾰른                    |
| Gz      | 그렌츠알레            | Grenzallee              |                                   |           | 노이쾰른구                       | 브리츠                      |
| Bl      | 블라슈코알레          | Blaschkoallee           |                                   |           | 노이쾰른구                       | 브리츠                      |
| Pi      | 파르히머 알레         | Parchimer Allee         |                                   |           | 노이쾰른구                       | 브리츠                      |
| Br      | 브리츠쥐트            | Britz-Süd               |                                   |           | 노이쾰른구                       | 브리츠                      |
| Jt      | 요하니스탈러 쇼세     | Johannisthaler Chaussee |                                   |           | 노이쾰른구                       | 그로피우스슈타트            |
| La      | 립시츠알레            | Lipschitzallee          |                                   |           | 노이쾰른구                       | 그로피우스슈타트            |
| Wk      | 부츠키알레            | Wutzkyallee             |                                   |           | 노이쾰른구                       | 그로피우스슈타트            |
| Zd      | 츠비카우어 담         | Zwickauer Damm          |                                   |           | 노이쾰른구                       | 그로피우스슈타트            |
| R       | 루도                  | Rudow                   |                                   |           | 노이쾰른구                       | 루도                        |

## 연장 계획
베를린의 다른 도시 철도 노선처럼 U7에도 연장 계획이 있다.

### 서부 연장
1970년대의 베를린 200 km 계획에는 U7 노선을 라트하우스 슈판다우역에서 빌헬름슈타트를 경유하여 헤어슈트라세 노르트 방면으로 연장하는 계획이 있었다. 팔켄하게너 펠트 방면 연장 계획은 U2 노선 연장 계획으로 변경되었다. 베를린 환경, 교통, 자연보호부의 대지이용계획에는 슈타켄 방면으로의 노선 연장이 포함되어 있다. 2019년 12월 베를린 교통부 장관 레기네 귄터(Regine Günther)는 2020년에 U7의 헤어슈트라세 방면 연장 타당성 조사를 시행할 것이라고 밝혔다.

### 공항 방면으로의 남부 연장
U7의 장기 연장 계획에는 베를린 브란덴부르크 공항 방면 남부 연장도 있다. 2003년 도시 교통 개발 계획에도 포함되어 있었지만 공항 방면 S반과 급행 열차인 플루크하펜익스프레스 운행으로 인해서 실현 가능성을 낮게 보고 있었다. 연장 계획 자체는 단계별로 이루어져 있다. 루도역부터 S반 쇠네펠트역까지를 1단계, 쇠네펠트역에서 BER 공항까지를 2단계로 나누어 두었다. 그러나 이 노선은 브란덴부르크주를 통과하는 데 반해서 브란덴부르크주에서는 연장에 필요한 예산을 편성할 계획이 없기 때문에 건설 재정 문제가 해결되지 않았다. 베를린의 토지 이용 계획에는 이 노선 부지가 확보되어 있다. 그러나 BER 공항 자체에는 새로운 도시 철도 승강장 선시공부가 별도로 없다.
2020년 초 3.3 km 규모의 노선 연장 타당성 조사 결과가 알려졌다. 루도역에서 시작하여 리제로테베르거플라츠, 쇠네펠트노르트 경유 쇠네펠트 역까지의 전 구간을 지하 터널로 건설했을 때에는 총 비용 3억 630만 유로가 필요하며 이 중 1억 5500만 유로를 베를린에서 부담해야 한다. 주 경계부터 지상으로 건설했을 때에는 2억 7260만 유로가 필요하며 이 중 1억 5450만 유로를 베를린에서 부담해야 한다. 두 안 모두 일일 승객 약 2만 명을 예상하고 있다. 루도역에서 리제로테베르거플라츠까지만을 건설했을 때에도 비슷한 수요를 유발할 수 있을 것이라고 분석했다. BER 공항까지의 추가 연장은 조사 결과가 알려지지 않았다.

## 개통 연혁
- 1924년 4월 19일: 메링담-그나이제나우슈트라세
- 1924년 12월 14일: 그나이제나우슈트라세-쥐트슈테른
- 1926년 4월 11일: 쥐트슈테른-카를마르크스슈트라세
- 1930년 12월 21일: 카를마르크스슈트라세-그렌츠알레
- 1963년 9월 28일: 그렌츠알레-브리츠쥐트
- 1966년 2월 28일: 메링담-뫼케른브뤼케
- 1970년 1월 2일: 브리츠쥐트-츠비카우어 담
- 1971년 1월 29일: 뫼케른브뤼케-페어벨리너 플라츠
- 1972년 7월 1일: 츠비카우어 담-루도
- 1978년 4월 28일: 페어벨리너 플라츠-리하르트바그너플라츠
- 1980년 10월 1일: 리하르트바그너플라츠-로어담
- 1984년 10월 1일: 로어담-라트하우스 슈판다우

## 시뮬레이션 게임에서의 구현
- 2009년 5월 U7 전 구간이 《World of Subways 2》 게임에 구현되었다.
- 《Trainz》(TRS2004)의 확장팩으로도 구현되었다.[8] 2021년 5월에는 U7, U9 전체 구간이 구현된 비공식 확장이 공개되었다.[9][10]

## 참고 문헌
- Senator für Bau- und Wohnungswesen (Hrsg.): Linien C, H – Dokumentation zum U-Bahnbau in Berlin. Berlin 1966.
- Senator für Bau- und Wohnungswesen (Hrsg.): Verlängerung der U-Bahnlinie 7 – Südabschnitt. Berlin 1970.
- Senator für Bau- und Wohnungswesen (Hrsg.): Die Verlängerung der U-Bahnlinien 7 und 9 – ein neues Bahnkreuz. Berlin 1971.
- Georg Westermann: U-Bahnhof Rudow – ein weiterer Schritt zum 200 km-Netz. Sonderdruck aus Berliner Bauwirtschaft, Heft 13, 1. Juliheft 1972.
- Heinz Bülow, Rainer G. Rümmler, Siegfried Wittke: U-Bahnlinie 7 erreicht den Bezirk Spandau von Berlin. Sonderdruck aus Berliner Bauwirtschaft, Sonderheft Berliner Bauwochen 1980.
- Hans Knippenberg et al.: Verlängerung der U-Bahnlinie 7 bis Bahnhof Rathaus Spandau. Sonderdruck aus Berliner Bauwirtschaft, Heft 14/84.
- Peter C. Lenke: Der lange Weg zum Anschluss Spandaus an das U-Bahn-Netz. In: Verkehrsgeschichtliche Blätter, 38. Jahrgang, Heft 3 (Mai/Juni) 2011, S. 57–65.
- Alexander Seefeldt, Robert Schwandl: Berliner U-Bahn-Linien: U7 – Quer durch den Westen. Robert-Schwandl-Verlag, Berlin 2013, ISBN 978-3-936573-37-4.
- Alexander Seefeldt: Die Erschließung des Neuköllner Südens durch die U-Bahn / 50 Jahre Betrieb auf dem Abschnitt Grenzallee–Britz-Süd der U7. In Verkehrsgeschichtliche Blätter, 40. Jahrgang, Heft 6 (November/Dezember) 2013, S. 149–156.